# Manfred Kuschmann
Manfred Kuschmann (República Democrática Alemana, 25 de julio de 1950-13 de febrero de 2002) fue un atleta alemán especializado en la prueba de 10000 m, en la que consiguió ser campeón europeo en 1974.

## Carrera deportiva
En el Campeonato Europeo de Atletismo de 1974 ganó la medalla de oro en los 10000 metros, con un tiempo de 28:25.75 segundos, llegando a meta por delante del británico Tony Simmons (plata con 28:25.79 s) y del italiano Giuseppe Cindolo (bronce).